# Noegus vulpio
Espèce
Synonymes
- Encolpius abrahami Mello-Leitão, 1948

Noegus vulpio est une espèce d'araignées aranéomorphes de la famille des Salticidae.

## Distribution
Cette espèce se rencontre au Brésil et au Guyana.

## Description
Les mâles mesurent de 4,5 à 5,4 mm.

## Publication originale
- Simon, 1900 : Études arachnologiques. 30e Mémoire. XLVII. Descriptions d'espèces nouvelles de la famille des Attidae. Annales de la Société Entomologique de France, vol. 69, p. 27-61 (texte intégral).